# مجيد أباد (بارس أباد)
مجيد أباد هي قرية في مقاطعة بارس أباد، إيران. عدد سكان هذه القرية هو 631 في سنة 2006.